# Tales of Conan
Tales of Conan (letteralmente "Racconti di Conan") è un'antologia di quattro racconti fantasy sword and sorcery di Robert E. Howard riscritti da L. Sprague de Camp con protagonista Conan il barbaro.

## Storia editoriale
I racconti, come originariamente scritti da Howard, erano lunghe storie d'avventura principalmente ambientate nel Medioevo; essi furono riscritti come storie di Conan da de Camp, che vi aggiunse anche un elemento fantastico. Tre di questi racconti apparvero anche nella rivista fantasy Fantastic Universe, due prima della pubblicazione della raccolta e uno successivamente. Il libro è stato tradotto anche in giapponese. La raccolta non è mai uscita in brossura.
Cronologicamente, i quattro racconti brevi inclusi in Tales of Conan rappresentano un'aggiunta alla serie di Conan pubblicata della Gnome, che si collocano tra le storie pubblicate negli altri volumi. Il primo racconto andrebbe all'interno dell'antologia The Coming of Conan, il secondo tra quel volume e Conan the Barbarian, il terzo all'interno di Conan the Barbarian e il quarto tra quel volume e The Sword of Conan.

## Contenuto
- Introduzione (P. Schuyler Miller)
- Nota spettrale (Ghostly Note, L. Sprague de Camp)
- Il dio insanguinato (The Bloodstained God, 1955)
- Falchi su Shem (Hawks over Shem, 1955)
- La strada delle aquile (The Road of the Eagles, 1955)
- Il pugnale di Fiamma (The Flame Knife, 1955)

## Accoglienza
Il recensore del Galaxy, Floyd C. Gale, ha valutato inferiore questa raccolta a The Tritonian Ring di de Camp, in cui il personaggio di Conan raggiunge la sua massima espressione. Anthony Boucher rileva come l'introduzione di Miller sia «così spiritualmente coinvolgente da far quasi soccombere al suo entusiasmo... finché non si prova a leggere i quattro racconti»